# 鄧志強 (美國政府官員)
鄧志強，美國政府官員及國際安全學者，歷任美國國防部長AUKUS高級顧問、國防部東亞事務副助理部長、國防部中國事務國別主任（Country Director）等職。

## 經歷

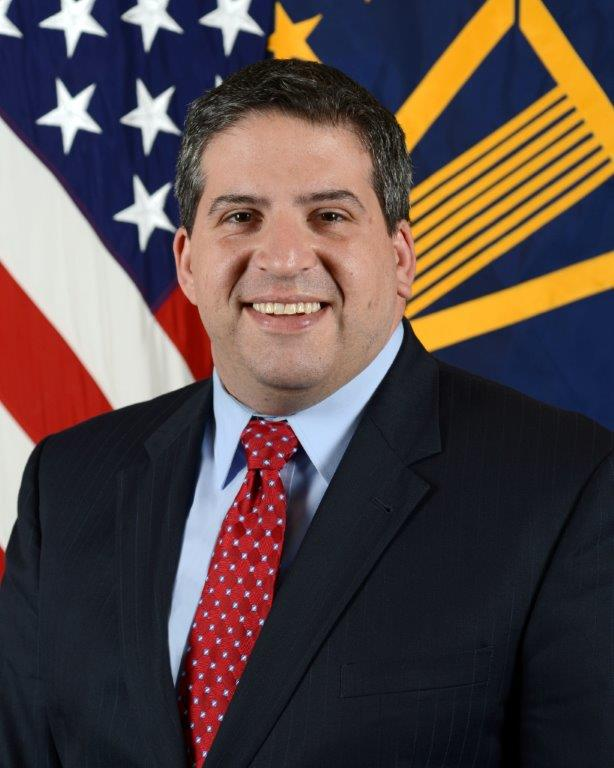
鄧志強，美國國防部東亞事務副助理部長任內（2015年）

鄧志強為科羅拉多州人，在北科羅拉多大學獲歷史學及政治學之榮譽文學士學位，於丹佛大學約瑟夫·克貝爾國際研究學院則修得國際安全碩士學位，亦曾赴中華人民共和國外交學院及北京大學進修。
鄧志強早年曾在美國情報體系擔任分析工作，亦歷任新美國安全中心研究員、國家亞洲研究局政治暨安全事務高級副會長、美中關係全國委員會委員、國際戰略研究所成員等智庫及非政府組織職務。
2007年至2009年間，鄧志強擔任國防部中國事務國別主任，2015年至2017年間則擔任國防部東亞事務副助理部長，支援國防部長等政府高層制定及執行中國、日本、蒙古、韓國、北朝鮮及台灣的相關國防政策。離任後轉任多項職務，包括喬治城大學艾德蒙·A·華許外事學院兼任助理教授、威爾遜國際學者中心亞洲計畫主任及季辛吉中美研究所資深研究員，後升任威爾遜中心計畫副會長。
2023年7月29日，鄧志強經美國國防部長勞埃德·奧斯丁任命為國防部AUKUS高級顧問，負責輔佐部長、協調部內各處，落實協助澳洲建立常規武器核動力潛艦戰力、加速發展印太地區安全穩定供應能力的工作。

## 著作
- 《亞洲世紀的美國戰略：賦權盟友及伙伴》（U.S. Strategy in the Asian Century: Empowering Allies and Partners；2020年）[6]

## 榮譽

### 美國
- 美國國防部長室卓越獎（Award for Excellence from the Office of the Secretary of Defense；2009年）[1]
- 美國國防部長傑出公職獎章（2017年）[4]

### 他國
- 雲麾勳章（中華民國）[4]
- 榮譽海軍（명예해군；韓國）[7][4]